# Општина Саскиз (Муреш)
Саскиз (рум. Saschiz) општина је у Румунији у округу Муреш.
Oпштина се налази на надморској висини од 461 m.